# Quixaba (Pernambouc)
Quixaba est une municipalité brésilienne située dans l'État du Pernambouc.